# Malinowski (Chanten und Mansen)
Malinowski (russisch Малино́вский) ist eine Siedlung städtischen Typs im westsibirischen Autonomen Kreis der Chanten und Mansen/Jugra (Russland) mit 2755 Einwohnern (Stand 14. Oktober 2010).

## Geographie
Die Siedlung liegt im Westsibirischen Tiefland etwa 335 Kilometer Luftlinie westlich des Verwaltungszentrums des Autonomen Kreises Chanty-Mansijsk. Malinowski grenzt im Osten an die Siedlung städtischen Typs Pionerski und im Norden an die Siedlung Aljajewski. Von Nordwesten kommend umfließt der Fluss Etja (Етья, auch Ейтья/Eitja genannt) den Ort in Richtung Süden. Die nächstgelegene Stadt Jugorsk befindet sich 30 Kilometer nordöstlich.
Administrativ gehört Malinowski zum Sowetski rajon. Zudem ist es Verwaltungssitz der gleichnamigen Stadtgemeinde Gorodskoje posselenije Malinowski (Городское поселение Малиновский), zu der neben Malinowski auch die Siedlung Jubileiny gehört.

## Geschichte
Der Ort entstand Anfang der 1960er Jahre als Arbeitssiedlung (Lesopunkt, russisch лесопункт) für die ansässigen Arbeiter der Holzindustrie.
Namensgebend für den Ort war der, in der Oblast Tjumen ansässige, Malinowski-Forstwirtschaftsbetrieb (Малиновский ЛПХ). Dieser hatte seinen Verwaltungssitz im Dorf Malinowka. Nachdem in den 1950er Jahren die Holzreserven in der Region zur Neige gingen, wurde das Unternehmen 1963 an den Standort der heutigen Siedlung Malinowski verlegt. Das Gebiet um Malinowski war ein Jahr zuvor, durch den Bau der nahegelegenen Bahnstation Aljajewo (Алябьево) an der Eisenbahnstrecke Iwdel – Priobje, für den Güterverkehr erschlossen wurden. Die Umwandlung des Lesopunktes zum Malinowski-Forstwirtschaftsbetrieb am 4. April 1963 gilt als der Gründungstag der Siedlung.
Im Jahr 1986 erhielt Malinowski den Status einer Siedlung städtischen Typs.

### Bevölkerungsentwicklung
| Jahr | Einwohner |
| ---- | --------- |
| 1989 | 2956      |
| 2002 | 2621      |
| 2010 | 2755      |

Anmerkung: Volkszählungsdaten

## Kultur und Sehenswürdigkeiten
In Malinowski befindet sich die 1997 fertiggestellte hölzerne, orthodoxe Gottesmutter-Geburts-Kirche (Храм Рождества Пресвятой Богородицы).
Der Ort verfügt über ein Kulturhaus, eine Bibliothek sowie einen Sportkomplex mit Hockeyplatz.

## Wirtschaft und Infrastruktur
Der wichtigste Wirtschaftszweig des Ortes ist die Holzindustrie. Hauptarbeitgeber ist der Malinowski-Forstwirtschaftsbetrieb.
Malinowski liegt an der 1969 eröffneten Eisenbahnstrecke Iwdel – Priobje. Die nächstgelegene Bahnstation Aljajewo befindet sich im wenige Kilometer entfernten Pionerski. Es besteht eine Regionalstraßenverbindung nach Iwdel und Jugorsk.